# جون غوتز
جون غوتز (بالإنجليزية: John Goetz)‏ هو لاعب كرة قاعدة أمريكي، ولد في 24 أكتوبر 1937 في بلدة رابير في الولايات المتحدة، وتوفي في 27 أكتوبر 2008 في تروي في الولايات المتحدة.

## وصلات خارجية
- جون غوتز على موقعبيزبول رفرنس.كوم (الدوري الرئيسي) (الإنجليزية)